# П'єр Дарту
П'єр Дарту (фр. Pierre Dartout, нар. 9 квітня 1954) — французький державний службовець, державний міністр Монако з 1 вересня 2020 року до 2 вересня 2024. Раніше він обіймав посаду префекта (1980—2020) та ключові посади у префектурному корпусі з 1980 року.

## Кар'єра
П'єр здобув ступінь юриста у Паризькому інституті політичних досліджень. Закінчив військову службу в 1977 році. Також здобув освіту у Національній школі адміністрації (ENA) 1978—1980. Після закінчення ENA він розпочав свою кар'єру у секторі державного управління в 1980 році
1995—1997: працював префектом Гаяни. 1998—2000: працював префектом Східних Піренеїв. У 2000—2002 роках працював префектом Дрому. В 2002—2004: префект Атлантичних Піренеїв. 2017—2020: префект Прованс — Альпи — Лазурний Берег і Буш-дю-Рон. 24 серпня 2020 року він подав у відставку з посади префекта Буш-дю-Рона після офіційного оголошення наступним державним міністром
15 травня 2020 року князь Альбер II обрав Дарту державним міністром. Він прийняв присягу і взяв на себе обов'язки 25-го державного міністра Монако 1 вересня 2020 року, змінивши на цій посаді Сержа Теля. Церемонія присяги відбулася у присутності Альбера II у Палаці принців.